# Fyrmanswhist
Fyrmanswhist, även kallat svensk whist eller ibland bara whist, är ett sticktagningsspel. Kan man fyrmanswhist så har man förutsättningarna för att lära sig en mängd andra kortspel eftersom det är urtypen för sticktagningsspel. 
Man spelar i lag parvis, pass (även kallat nollspel) eller spel väljs varje omgång. Det blir pass bara om ingen bjuder spel. När någon bjuder spel börjar den som sitter före i turordningen det första sticket i den given. 
Vid spel får man ett poäng för varje stick över 6 som paret erhåller. Om spel misslyckas (dvs om det bjudande laget tar mindre än sju stick) får motståndarlaget dubbla poäng för varje stick över det sjätte. Vid nollspel ska man ta mindre än 7 stick. Den vinnande sidan får då ett poäng för varje stick under sju.
Man spelar vanligen till 13 poäng. 
Trots att reglerna är enkla, kräver spelet gott minne, strategi och skicklighet.